# Matang (köpinghuvudort i Kina, Jiangsu Sheng, lat 32,32, long 121,04)
Matang är en köpinghuvudort i Kina. Den ligger i provinsen Jiangsu, i den östra delen av landet, omkring 210 kilometer öster om provinshuvudstaden Nanjing. Antalet invånare är 77 474. Befolkningen består av 39 687 kvinnor och 37 787 män. Barn under 15 år utgör 8,0 %, vuxna 15-64 år 72 %, och äldre över 65 år 19,0 %.
Runt Matang är det tätbefolkat, med 709 invånare per kvadratkilometer. Närmaste större samhälle är Fengli, 14,1 km norr om Matang. Trakten runt Matang består till största delen av jordbruksmark.
Genomsnittlig årsnederbörd är 1 257 millimeter. Den regnigaste månaden är juli, med i genomsnitt 219 mm nederbörd, och den torraste är januari, med 35 mm nederbörd.